# Zweite Nigerbrücke bei Onitsha
Die Zweite Nigerbrücke überquert den Niger zwischen den Städten Asaba im Westen und Onitsha im Osten. Nach Fertigstellung wird sie die letzte Brücke über den Nigerfluss sein, bevor dieser sich in seine Deltaarme verzweigt. Der Niger ist nach dem Nil und dem Kongo der drittlängste Fluss Afrikas. Er bewegt bei Onitsha mit 7.000 m3/s etwas mehr Wasser als die Donau an ihrer Mündung (6.500 m3/s) und deutlich mehr als der Rhein bei Emmerich (3.000 m3/s). Der Niger trennt zudem Nigerias bevölkerungsreichen Südwesten vom ölreichen Südosten. Die momentan einzige Brücke bei Onitsha, ein stählernes Fachwerkträgerbauwerk aus den 1960er Jahren mit zwei Fahrstreifen, ist hoffnungslos überlastet, was nicht zuletzt dem Umstand geschuldet ist, dass sie neben (und zwischen) den Autos auch fliegende Händler, Handkarrenfahrer, frachttragende Personen und gelegentlich eine Herde Ziegen aufnehmen muss.
Die Redewendung „Zweite Nigerbrücke“, die seit den 1980er Jahren in der nigerianischen Politik als feststehender Begriff verwendet wird, ist irreführend. Tatsächlich gibt es in Nigeria alleine schon sieben Brücken über den Niger. Man muss darum korrekterweise von der „zweiten Nigerbrücke bei Onitsha“ reden.
2012 erteilte der damalige Präsident Jonathan den Auftrag zum Bau der „Zweiten Brücke“ im Wert von 325 Billionen Naira (700 Millionen Euro). Die Finanzierung gelang mit einer privat-öffentlichen Mischfinanzierung (PPP), dazu wird von den Benutzern der Brücke eine Maut abverlangt werden. Federführend war dabei die Julius Berger Nigeria PLC, das aus dem früheren Unternehmen Julius Berger bzw. aus Bilfinger Berger hervorgegangene Unternehmen. Für die beinahe fertiggestellte Brücke (Stand Dezember 2021) wurden 14.000 Tonnen Stahl verarbeitet, 250.000 Tonnen Beton gegossen, 1.468 Mitarbeiter auf der Baustelle selbst (on site) und weitere 8.000 an anderen Orten beschäftigt, 8.700.000 Personenstunden abgerechnet und dabei doch 2,5 Jahre unfallfrei gearbeitet.
Das insgesamt 1590 m lange Bauwerk besteht aus zwei parallelen, jeweils 14,5 m breiten Spannbeton-Hohlkastenbrücken. Die Strombrücken werden eine Länge von 630 m mit 5 Feldern mit Stützweiten von maximal 150 m haben. Die westliche Rampenbrücke wird 755 m und die östliche Rampenbrücke wird 205 m lang sein. Die Strombrücken werden im Freivorbau erstellt, die Rampenbrücken im Taktschiebeverfahren.
Am 15. Dezember 2022, um 9:50 Ortszeit, wurde die Brücke für den lokalen Verkehr geöffnet. Da noch nicht alle Verbindungswege fertiggestellt sind, wurden Behelfswege angelegt, um die Brücke auch während der Weihnachtsfeiertage nutzen zu können. Die Überquerung der Brücke ist vorerst gratis.